# Armel Bella-Kotchap
Armel Bella-Kotchap (sinh ngày 11 tháng 12 năm 2001) là một cầu thủ bóng đá chuyên nghiệp người Đức hiện đang thi đấu ở vị trí trung vệ cho câu lạc bộ PSV Eindhoven tại Eredivisie theo dạng cho mượn từ Southampton. Sinh ra tại Pháp, anh thi đấu cho Đội tuyển bóng đá quốc gia Đức.

## Sự nghiệp câu lạc bộ

### VfL Bochum
Vào tháng 7 năm 2018, Bella-Kotchap gia nhập VfL Bochum trong trại huấn luyện mùa hè 2018–19. Vào tháng 3 năm 2019, Bella-Kotchap ký hợp đồng chuyên nghiệp đầu tiên với VfL Bochum. Anh có trận ra mắt cho đội một của Bochum ở Bundesliga 2 vào ngày 28 tháng 4 năm 2019 trong trận đấu sân khách trước Erzgebirge Aue.

### Southampton
Vào ngày 21 tháng 6 năm 2022, Bella-Kotchap gia nhập Southampton theo một bản hợp đồng có thời hạn 4 năm. Sau khi khẳng định mình là cầu thủ đá chính ở vị trí trung vệ, Bella-Kotchap bị trật khớp vai do va chạm trong trận hòa 1–1 trước West Ham United vào ngày 16 tháng 10. Vì vậy, anh đã phải nghỉ thi đấu trong vài tuần. Anh trở lại vào ngày 6 tháng 11 trong trận thua 1–4 trước Newcastle United. Vào ngày 4 tháng 1 năm 2023, Bella-Kotchap bị chấn thương đầu gối trong hiệp một của trận thua 0–1 trước Nottingham Forest và phải nghỉ vài tuần. Bella-Kotchap lại bị trật khớp vai trong trận hòa 3–3 với Tottenham Hotspur.

#### PSV (mượn)
Vào ngày 1 tháng 9 năm 2023, Bella-Kotchap gia nhập PSV tại Eredivisie theo dạng cho mượn kéo dài một mùa giải. Anh ra mắt chuyên nghiệp cho câu lạc bộ vào ngày 16 tháng 9 năm 2023 trong chiến thắng 4–0 trước NEC. Bốn ngày sau, Bella-Kotchap có trận đấu đầu tiên tại Champions League trong trận thua 0–4 trước Arsenal.

## Sự nghiệp quốc tế
Bella-Kotchap bắt đầu sự nghiệp quốc tế trẻ của mình với đội U-18 Đức và ra mắt vào ngày 15 tháng 11 năm 2018 trong trận chiến thắng 1–0 trong trận giao hữu với Síp.
Vào ngày 15 tháng 9 năm 2022, Bella-Kotchap lần đầu tiên được triệu tập lên Đội tuyển bóng đá quốc gia Đức. Anh có trận ra mắt cho đội tuyển quốc gia khi vào sân thay người vào ngày 26 tháng 9 trong trận hòa 3–3 trước Anh. Vào tháng 11 năm 2022, anh được chọn vào đội tuyển quốc gia Đức để tham dự FIFA World Cup 2022 tại Qatar.

## Đời tư
Bella-Kotchap sinh ra ở Paris, Pháp, vào ngày 11 tháng 12 năm 2001, và là con trai của cựu tuyển thủ Cameroon Cyrille Florent Bella.

## Thống kê sự nghiệp

### Câu lạc bộ
Tính đến 8 tháng 10 năm 2023
| Câu lạc bộ          | Mùa giải            | Giải vô địch        | Giải vô địch | Giải vô địch | Cúp quốc gia | Cúp quốc gia | Cúp Liên đoàn | Cúp Liên đoàn | Châu lục | Châu lục | Tổng cộng | Tổng cộng |
| Câu lạc bộ          | Mùa giải            | Hạng đấu            | Trận         | Bàn          | Trận         | Bàn          | Trận          | Bàn           | Trận     | Bàn      | Trận      | Bàn       |
| ------------------- | ------------------- | ------------------- | ------------ | ------------ | ------------ | ------------ | ------------- | ------------- | -------- | -------- | --------- | --------- |
| VfL Bochum          | 2018–19             | 2. Bundesliga       | 4            | 0            | 0            | 0            | –             | –             | —        | —        | 4         | 0         |
| VfL Bochum          | 2019–20             | 2. Bundesliga       | 12           | 0            | 2            | 0            | –             | –             | —        | —        | 14        | 0         |
| VfL Bochum          | 2020–21             | 2. Bundesliga       | 28           | 1            | 2            | 0            | –             | –             | —        | —        | 30        | 1         |
| VfL Bochum          | 2021–22             | Bundesliga          | 22           | 0            | 4            | 0            | –             | –             | —        | —        | 26        | 0         |
| VfL Bochum          | Tổng cộng           | Tổng cộng           | 66           | 1            | 8            | 0            | –             | –             | —        | —        | 74        | 1         |
| Southampton         | 2022–23             | Premier League      | 24           | 0            | 1            | 0            | 1             | 0             | —        | —        | 26        | 0         |
| Southampton         | 2023–24             | Championship        | 0            | 0            | 0            | 0            | 0             | 0             | —        | —        | 0         | 0         |
| Southampton         | Tổng cộng           | Tổng cộng           | 24           | 0            | 1            | 0            | 1             | 0             | —        | —        | 26        | 0         |
| PSV (mượn)          | 2023–24             | Eredivisie          | 3            | 0            | 0            | 0            | —             | —             | 2        | 0        | 5         | 0         |
| Tổng cộng sự nghiệp | Tổng cộng sự nghiệp | Tổng cộng sự nghiệp | 94           | 1            | 9            | 0            | 1             | 0             | 2        | 0        | 105       | 1         |

1. ↑  Bao gồm DFB-Pokal và FA Cup
2. ↑  Bao gồm EFL Cup
3. ↑  Ra sân tại UEFA Champions League

### Quốc tế
Tính đến 16 tháng 11 năm 2022
| Đội tuyển quốc gia | Năm       | Trận | Bàn thắng |
| ------------------ | --------- | ---- | --------- |
| Đức                | 2022      | 2    | 0         |
| Tổng cộng          | Tổng cộng | 2    | 0         |

## Danh hiệu
VfL Bochum
- 2. Bundesliga: 2020–21